# Shankill Castle (County Kilkenny)

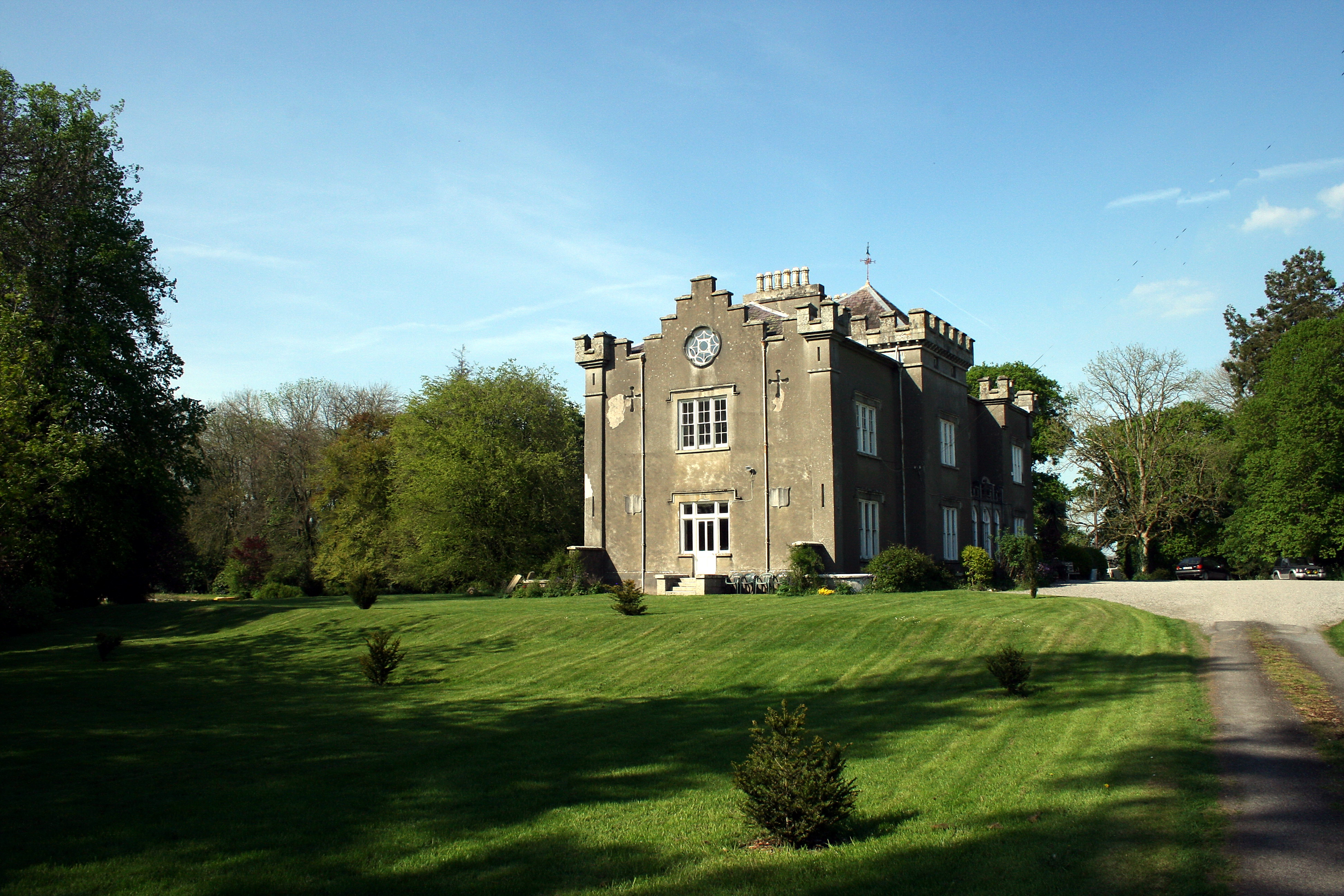
Shankill Castle bei Paulstown

Shankill Castle (irisch Caisleán na Seanchille) ist ein Landhaus inmitten eines Parks beim Dorf Paulstown in der Civil Parish Shankill (an tSeanchill, „die alte Kirche“) im irischen County Kilkenny. Es liegt an der Grenze zum County Carlow. Besucher können das Haus besichtigen und seine Gärten durchwandern.

## Geschichte
Die Ursprünge von Shankill Castle liegen in einem Tower House neben den Ruinen einer alten Kirche. Peter Aylward kaufte 1708 die Ländereien von der Familie seiner Gattin, den Butlers. Das Haus ließ er eine einem formellen Garten neu aufbauen, an der Vorderseite bietet sich eine weiter Blick über die Landschaft an und an der Rückseite verläuft ein Kanal. Im 19. Jahrhundert wurde das Gebäude vergrößert und mit Zinnen versehen; der Kanal erhielt Mäander und auf einer tiefer gelegten Rasenfläche wurde eine ungewöhnliche, polyedrische Sonnenuhr angelegt. Des Weiteren wurden eine gotische Vorhalle mit dem Helmkleinod der Aylwards und ein Gewächshaus hinzugefügt. Die Stallungen und der mit Zinnen versehene Eingang zum Anwesen werden Daniel Robertson zugeschrieben. Im Haus ist der Charakter des 18. Jahrhunderts größtenteils erhalten; man findet eine Treppe aus georgianischer Zeit, gotischen Stuck und einen Salon aus viktorianischer Zeit.
Ein Zweig der Familie Butler, die Toler-Aylwards, wohnten bis 1991 auf Shankill Castle und einige davon wohnen noch immer im County Kilkenny. In dem Landhaus wohnt heute die Künstlerin Elizabeth Cope.

## Gärten
Im Garten gibt es Überreste der Lindenalleen aus dem 18. Jahrhundert und der Lorbeerrasen aus dem 19. Jahrhundert. Man findet einige Lieblinge aus viktorianischer Zeit, wie z. B. die heute gigantischen Mammutbäume und wild gewachsenen Eschen aus dem 20. Jahrhundert. Der von einem Graben umgebene Garten war einst ein Rosengarten; dann wurde er vernachlässigt und mit Sitka-Fichten bepflanzt. Heute ist er ein Frühlingsgarten. Auf dem Friedhof blüht es das ganze Jahr über. Der eingefriedete Garten besitzt einen Bogen Apfelbäumen unter dem rote Tulpen gepflanzt sind. Einige kelchförmige, alte Birnbäume wachsen an einem Spalier an einer brüchigen Ziegelmauer.
Im Garten von Shankill Castle gibt es drei besondere Bäume, die im Baumregister von Irland verzeichnet sind, das vom Tree Council of Ireland geführt wird: ein Holländische Linde, ein Riesenmammutbaum und eine Monterey-Zypresse.